# Medalla Eddington
La Medalla Eddington, creada tras la muerte de Sir Arthur Eddington, es un premio otorgado por la Real Sociedad Astronómica cada dos años a aquellos investigadores que hicieron méritos en el campo de la astrofísica teórica.

## Premiados
- 1953 Georges Lemaître
- 1955 Hendrik C. van de Hulst[1]
- 1958 Horace W. Babcock[2]
- 1959 James Stanley Hey[3]
- 1960 Robert d'Escourt Atkinson[4]
- 1961 Hans Albrecht Bethe[5]
- 1962 André Lallemand[6]
- 1963 J. A. R. Sandage, Martin Schwarzschild[7]
- 1964 Herbert Friedman, Richard Tousey[8]
- 1965 Robert Vivian Pound, Glen A. Rebka[9]
- 1966 Rupert Wildt[10]
- 1967 Robert F. Christy[11]
- 1968 Robert Hanbury Brown, Richard Q. Twiss[12]
- 1969 Antony Hewish[13]
- 1970 Chushiro Hayashi[14]
- 1971 Desmond George King-Hele[15]
- 1972 Paul Ledoux[16]
- 1975 Stephen Hawking, Roger Penrose[17]
- 1978 William A. Fowler[18]
- 1981 Philip James Edwin Peebles[19]
- 1984 Donald Lynden-Bell[20]
- 1987 Bohdan Paczynski[21]
- 1990 Icko Iben[22]
- 1993 Leon Mestel[23]
- 1996 Alan Guth[24]
- 1999 Roger Blandford
- 2002 Douglas O. Gough
- 2005 Rudolph Kippenhahn[25]
- 2007 Igor D. Novikov[26]
- 2009 Jim Pringle[27]
- 2011 Gilles Chabrier
- 2013 James Binney[28]
- 2014 Andrew King[29]
- 2015 Rashid Sunyaev[30]
- 2016 Anthony Bell[31]
- 2017 Cathie Clarke[32]
- 2018 Claudia Maraston[33]
- 2019 Bernard F. Schutz
- 2020 Steven Balbus
- 2021 Hiranya Peiris
- 2022 Alan Heavens
- 2023 Monika Moscibrodzka